# Morti nel 2010/Marzo
| Questa pagina contiene informazioni ricavate automaticamente dalle voci biografiche con l'ausilio del template Bio e di un bot. L'aggiornamento è periodico e automatico e ricostruisce completamente la pagina. Se manca una persona in questa lista, sei pregato di non aggiungerla, ma accertati piuttosto che la sua voce biografica contenga il template Bio e che i dati anagrafici siano correttamente compilati. Se il template Bio manca, inseriscilo tu stesso o, in alternativa, metti l'avviso {{tmp\|Bio}} che ne segnala la mancanza. Se i dati riportati sono sbagliati, correggi direttamente la voce biografica; le modifiche saranno visibili in questa lista entro pochi giorni. Per chiarimenti vedi il progetto biografie. La lista contiene solo le 182 persone che sono citate nell'enciclopedia e per le quali è stato implementato correttamente il template Bio. Pagina aggiornata al 18 ago 2025. |

- 1º marzo - Giuseppe Castellano, attore italiano (n. 1930)
- 1º marzo - Kristian Digby, conduttore televisivo e regista britannico (n. 1977)
- 1º marzo - Mark Ertel, cestista statunitense (n. 1919)
- 1º marzo - Barry Hannah, scrittore statunitense (n. 1942)
- 1º marzo - Vladimir Sergeevič Il'jušin, aviatore e dirigente sportivo sovietico (n. 1927)
- 1º marzo - Ruth Kligman, pittrice statunitense (n. 1930)
- 1º marzo - Viktor Luferov, poeta, musicista e cantautore russo (n. 1945)
- 2 marzo - Domenico Baccheschi, pugile italiano (n. 1931)
- 2 marzo - Paul Drayton, velocista statunitense (n. 1939)
- 2 marzo - Horst Urban, slittinista cecoslovacco (n. 1936)
- 3 marzo - Marija Dolina, aviatrice sovietica (n. 1922)
- 3 marzo - Franz Eibler, sollevatore austriaco (n. 1924)
- 3 marzo - Michael Foot, politico, giornalista e scrittore britannico (n. 1913)
- 3 marzo - Oleg Tjurin, canottiere sovietico (n. 1937)
- 4 marzo - Raimund Johann Abraham, architetto austriaco (n. 1933)
- 4 marzo - Johnny Alf, pianista, compositore e cantante brasiliano (n. 1929)
- 4 marzo - Vladislav Ardzinba, politico abcaso (n. 1945)
- 4 marzo - Yasuo Hirasawa, astronomo giapponese (n. 1927)
- 4 marzo - Paolo Marletta, scrittore e critico letterario italiano (n. 1914)
- 4 marzo - Angelo Poffo, wrestler statunitense (n. 1925)
- 4 marzo - Tony Richards, calciatore inglese (n. 1934)
- 4 marzo - Guido Zucchini, calciatore italiano (n. 1930)
- 4 marzo - Vladimir Čebotarёv, regista sovietico (n. 1921)
- 5 marzo - Obaidullah Akhund, politico e guerrigliero afghano (n. 1968)
- 5 marzo - Philip Langridge, tenore inglese (n. 1939)
- 5 marzo - Charles B. Pierce, regista, sceneggiatore e produttore cinematografico statunitense (n. 1938)
- 5 marzo - Alberto Ronchey, giornalista, saggista e politico italiano (n. 1926)
- 5 marzo - Peter Woodcock, serial killer canadese (n. 1939)
- 6 marzo - Jack Connor, calciatore inglese (n. 1934)
- 6 marzo - Roger Gicquel, giornalista e conduttore televisivo francese (n. 1933)
- 6 marzo - Bruce Graham, architetto colombiano (n. 1925)
- 6 marzo - Endurance Idahor, calciatore nigeriano (n. 1984)
- 6 marzo - Mark Linkous, polistrumentista e cantante statunitense (n. 1962)
- 6 marzo - Carlo Montella, scrittore italiano (n. 1922)
- 6 marzo - Edgard Parizzia, cestista e allenatore di pallacanestro argentino (n. 1935)
- 6 marzo - Ronald Pettersson, hockeista su ghiaccio svedese (n. 1935)
- 6 marzo - Ole Schmidt, compositore, direttore d'orchestra e pianista danese (n. 1928)
- 6 marzo - Carol Marsh, attrice britannica (n. 1926)
- 7 marzo - Kenneth Dover, filologo classico e grecista britannico (n. 1920)
- 7 marzo - Manuel Gavilán, calciatore paraguaiano (n. 1921)
- 7 marzo - Mihajlo Mihajlov, letterato jugoslavo (n. 1934)
- 7 marzo - Carlos Moratorio, cavaliere argentino (n. 1929)
- 7 marzo - Attilio Stazio, numismatico italiano (n. 1923)
- 8 marzo - Tonino Carino, giornalista e personaggio televisivo italiano (n. 1944)
- 8 marzo - Sergio Cigada, francesista e editore italiano (n. 1933)
- 8 marzo - Mahama Johnson Traoré, regista senegalese (n. 1942)
- 8 marzo - Guy Lapébie, ciclista su strada e pistard francese (n. 1916)
- 8 marzo - Árpád Tagányi, calciatore ungherese (n. 1919)
- 8 marzo - Alfredo Todisco, giornalista e scrittore italiano (n. 1920)
- 9 marzo - Gheorghe Constantin, calciatore e allenatore di calcio rumeno (n. 1932)
- 9 marzo - Lionel Cox, pistard australiano (n. 1930)
- 9 marzo - Dulmatin, terrorista e guerrigliero indonesiano (n. 1970)
- 9 marzo - Jean Kerebel, velocista francese (n. 1918)
- 9 marzo - Henry Wittenberg, lottatore statunitense (n. 1918)
- 9 marzo - Enzo Zacchiroli, architetto italiano (n. 1919)
- 10 marzo - Domenico Cataldo, dirigente sportivo, arbitro di calcio e allenatore di calcio italiano (n. 1925)
- 10 marzo - Corey Haim, attore canadese (n. 1971)
- 10 marzo - Dorothy Janis, attrice statunitense (n. 1912)
- 10 marzo - Vincenzo Soro, dirigente sportivo, allenatore di calcio e calciatore italiano (n. 1913)
- 10 marzo - Muhammad Sayyid Tantawi, religioso egiziano (n. 1928)
- 10 marzo - Peter Van Wood, chitarrista, cantautore e astrologo olandese (n. 1927)
- 11 marzo - Walter Aronsson, bobbista svedese (n. 1917)
- 11 marzo - Don Guidice, montatore statunitense (n. 1932)
- 11 marzo - Lou Holmes, hockeista su ghiaccio e allenatore di hockey su ghiaccio britannico (n. 1911)
- 11 marzo - Merlin Olsen, giocatore di football americano e attore statunitense (n. 1940)
- 11 marzo - Roberto Rosone, banchiere italiano (n. 1928)
- 11 marzo - Turhan Selçuk, fumettista turco (n. 1922)
- 11 marzo - Elena Andreevna Švarc, poetessa russa (n. 1948)
- 11 marzo - Edgar Valcárcel, pianista e compositore peruviano (n. 1932)
- 11 marzo - Colin Wells, storico e archeologo britannico (n. 1933)
- 11 marzo - Hans van Mierlo, politico e giornalista olandese (n. 1931)
- 12 marzo - Hélène Azenor, pittrice francese (n. 1910)
- 12 marzo - Miguel Delibes, scrittore spagnolo (n. 1920)
- 12 marzo - Lesley Duncan, cantante e musicista britannica (n. 1943)
- 12 marzo - Fatima Meer, attivista e scrittrice sudafricana (n. 1928)
- 13 marzo - Mario Boldi, calciatore italiano (n. 1924)
- 13 marzo - Giuseppe Bufardeci, politico italiano (n. 1927)
- 13 marzo - Jean Ferrat, cantautore, paroliere e musicista francese (n. 1930)
- 13 marzo - Momčilo Gavrić, allenatore di calcio, calciatore e giocatore di football americano jugoslavo (n. 1938)
- 13 marzo - He Pingping, italiana (n. 1988)
- 13 marzo - Édouard Kargu, calciatore francese (n. 1925)
- 13 marzo - Renée Longarini, pianista, attrice e conduttrice televisiva italiana (n. 1931)
- 14 marzo - Peter Graves, attore e regista statunitense (n. 1926)
- 14 marzo - Bob Kap, allenatore di calcio, allenatore di football americano e dirigente sportivo jugoslavo (n. 1923)
- 14 marzo - Konrad Ruhland, direttore d'orchestra tedesco (n. 1932)
- 14 marzo - Der Scutt, architetto e designer statunitense (n. 1934)
- 14 marzo - Janet Simpson, velocista britannica (n. 1944)
- 15 marzo - Paolo Carosi, calciatore e allenatore di calcio italiano (n. 1938)
- 15 marzo - Luigi Cascioli, saggista italiano (n. 1934)
- 15 marzo - Giannetto Fieschi, pittore e incisore italiano (n. 1921)
- 15 marzo - Liliana Gerace, attrice italiana (n. 1921)
- 15 marzo - Günther Heidemann, pugile tedesco (n. 1932)
- 15 marzo - Robert W. Mann, compositore e docente statunitense (n. 1925)
- 15 marzo - Attilio Prevost, ingegnere e imprenditore italiano (n. 1918)
- 15 marzo - Patricia Wrightson, scrittrice australiana (n. 1921)
- 16 marzo - Raffaele Bertoni, magistrato e politico italiano (n. 1927)
- 17 marzo - Abdellah Blinda, allenatore di calcio, calciatore e pallamanista marocchino (n. 1951)
- 17 marzo - Manfredi Bosco, politico italiano (n. 1930)
- 17 marzo - Alex Chilton, cantante, chitarrista e produttore discografico statunitense (n. 1950)
- 17 marzo - Wayne Collett, velocista statunitense (n. 1949)
- 17 marzo - Sid Fleischman, scrittore e sceneggiatore statunitense (n. 1920)
- 17 marzo - Ştefan Gheorghiu, musicista, violinista e docente rumeno (n. 1926)
- 17 marzo - Charlie Gillett, musicologo, conduttore radiofonico e produttore discografico britannico (n. 1942)
- 17 marzo - Richard Gregory, psicologo e neuroscienziato britannico (n. 1923)
- 17 marzo - Mordechai Hefez, cestista israeliano (n. 1930)
- 17 marzo - Arcangelo Leone de Castris, critico letterario italiano (n. 1929)
- 17 marzo - Virginio Mezzanzanica, partigiano italiano (n. 1919)
- 18 marzo - Júlio Correia da Silva, calciatore portoghese (n. 1919)
- 18 marzo - Konstantin Erëmenko, giocatore di calcio a 5 e calciatore russo (n. 1970)
- 18 marzo - Nikolaj Ljukšinov, allenatore di calcio e calciatore sovietico (n. 1915)
- 18 marzo - Roberto Lombardi, giornalista, tennista e dirigente sportivo italiano (n. 1950)
- 18 marzo - Fess Parker, attore statunitense (n. 1924)
- 19 marzo - Renato Cecilia, attore italiano (n. 1931)
- 19 marzo - Carlo Chenis, vescovo cattolico italiano (n. 1954)
- 19 marzo - Piero Colli, calciatore e allenatore di calcio italiano (n. 1914)
- 19 marzo - Raúl de la Torre, regista e sceneggiatore argentino (n. 1938)
- 20 marzo - István Bilek, scacchista ungherese (n. 1932)
- 20 marzo - François Crouzet, storico francese (n. 1922)
- 20 marzo - Naim Krieziu, calciatore e allenatore di calcio albanese (n. 1918)
- 20 marzo - Robin Milner, informatico britannico (n. 1934)
- 20 marzo - Girija Prasad Koirala, politico nepalese (n. 1925)
- 20 marzo - Mikel Scicluna, wrestler maltese (n. 1929)
- 20 marzo - Stewart Udall, politico e ambientalista statunitense (n. 1920)
- 21 marzo - Alberto Mario Moriconi, poeta italiano (n. 1920)
- 21 marzo - Margaret Moth, fotografa e fotoreporter neozelandese (n. 1951)
- 21 marzo - Wolfgang Wagner, imprenditore e regista teatrale tedesco (n. 1919)
- 22 marzo - Gino Baldi, cantante italiano (n. 1922)
- 22 marzo - James W. Black, farmacologo britannico (n. 1924)
- 22 marzo - Carlo Chiodini, scultore e pittore italiano (n. 1933)
- 22 marzo - Franco Gualdrini, vescovo cattolico italiano (n. 1923)
- 22 marzo - Franco Marzilli, ceramista, scultore e pittore italiano (n. 1934)
- 22 marzo - Emil Schulz, pugile tedesco (n. 1938)
- 22 marzo - Valentina Tolkunova, cantante russa (n. 1946)
- 23 marzo - Antonio Coco, storico italiano (n. 1945)
- 23 marzo - Aldo Fraccaroli, storico, linguista e giornalista italiano (n. 1919)
- 23 marzo - Lauretta Masiero, attrice, soubrette e ballerina italiana (n. 1927)
- 23 marzo - Emanuele Pirella, pubblicitario, giornalista e scrittore italiano (n. 1940)
- 23 marzo - Aldo Santoni, calciatore italiano (n. 1931)
- 23 marzo - Blanche Thebom, mezzosoprano statunitense (n. 1915)
- 23 marzo - Fritz Wagnerberger, sciatore alpino, allenatore di sci alpino e dirigente sportivo tedesco (n. 1937)
- 24 marzo - Robert Culp, attore, sceneggiatore e regista statunitense (n. 1930)
- 24 marzo - Umberto Emo Capodilista, politico italiano (n. 1927)
- 24 marzo - Cristina Hurtado, cestista messicana (n. 1923)
- 24 marzo - Colleen Kay Hutchins, modella statunitense (n. 1926)
- 24 marzo - Ron Legg, cestista britannico (n. 1928)
- 24 marzo - George Luke, calciatore inglese (n. 1933)
- 24 marzo - Erdal Merdan, attore e drammaturgo tedesco (n. 1949)
- 25 marzo - Giovanni Acerboni, calciatore italiano (n. 1908)
- 25 marzo - Duilio Courir, critico musicale italiano (n. 1928)
- 25 marzo - Antonio Negro, medico italiano (n. 1908)
- 25 marzo - Elisabeth Noelle-Neumann, sociologa tedesca (n. 1916)
- 25 marzo - Václav Syrový, sollevatore cecoslovacco (n. 1934)
- 26 marzo - Frank Burgess, cestista e giudice statunitense (n. 1935)
- 26 marzo - Gian Nicola Pinotti, calciatore e allenatore di calcio italiano (n. 1947)
- 26 marzo - Dario Saletta, hockeista su ghiaccio e dirigente sportivo italiano (n. 1959)
- 26 marzo - Eddie Theobald, calciatore maltese (n. 1940)
- 27 marzo - Dick Giordano, fumettista, disegnatore e curatore editoriale statunitense (n. 1932)
- 27 marzo - Zbigniew Gut, calciatore polacco (n. 1949)
- 27 marzo - Lina Lancia, cantante italiana (n. 1932)
- 27 marzo - Walter Schneider, pilota motociclistico tedesco (n. 1927)
- 27 marzo - Vasilij Vasil'evič Smyslov, scacchista russo (n. 1921)
- 28 marzo - David Carnegie, XIV conte di Northesk, politico scozzese (n. 1954)
- 28 marzo - Jacques Dacqmine, attore e doppiatore francese (n. 1924)
- 28 marzo - Herb Ellis, chitarrista statunitense (n. 1921)
- 28 marzo - Derlis Florentín, calciatore paraguaiano (n. 1984)
- 28 marzo - June Havoc, attrice statunitense (n. 1912)
- 29 marzo - Alan Isler, scrittore statunitense (n. 1934)
- 29 marzo - Jenne Langhout, hockeista su prato olandese (n. 1918)
- 29 marzo - Sam Menning, attore e fotografo statunitense (n. 1925)
- 29 marzo - Armando Nogueira, giornalista brasiliano (n. 1927)
- 29 marzo - Hilde Purwin, agente segreta e giornalista tedesca (n. 1919)
- 30 marzo - Nicola Arigliano, cantante e attore italiano (n. 1923)
- 30 marzo - Juan Carlos Caballero Vega, rivoluzionario messicano (n. 1900)
- 30 marzo - Fausto Colombo, architetto e urbanista italiano (n. 1937)
- 30 marzo - Mario Garbuglia, scenografo italiano (n. 1927)
- 30 marzo - Josef Homeyer, vescovo cattolico tedesco (n. 1929)
- 30 marzo - Morris R. Jeppson, militare statunitense (n. 1922)
- 30 marzo - Martin Sandberger, agente segreto tedesco (n. 1911)
- 30 marzo - Jurij Šabanov, scacchista russo (n. 1937)
- 31 marzo - Eugene Allen, statunitense (n. 1919)
- 31 marzo - Horst Blanck, archeologo tedesco (n. 1936)
- 31 marzo - Gustáv Hermann, cestista, allenatore di pallacanestro e dirigente sportivo cecoslovacco (n. 1920)